# Zadrzechnia czarnoroga
Zadrzechnia czarnoroga (Xylocopa valga) – pszczoła samotnica występująca w zachodniej, środkowej i południowej Europie; Bliskim wschodzie; Azji centralnej i Mongolii.
Ciało koloru czarno-niebieskiego gęsto pokryte purpurowymi włoskami. Nieduże skrzydła o purpurowym odcieniu. Długość ciała od 20 do 27 mm.
Buduje gniazda poprzez wygryzanie otworów w pniach martwych drzew lub starych drewnianych konstrukcjach.  Zamieszkuje zarówno lasy jak i tereny zurbanizowane. W Polsce podlega ścisłej ochronie gatunkowej.